# Довгаль Спиридон Микитович
Спиридон Микитович Довга́ль (* 31 жовтня 1896, Носівка, Чернігівська губернія, Російська імперія — † 15 жовтня 1975, Мюнхен, Баварія, ФРН) — український військовий, науковець, літератор, журналіст, політичний діяч. Підполковник армії УНР, член ЦК Української партії соціалістів-революціонерів та ЦК Української соціалістичної партії, економіст, доцент Української господарської академії в м. Подєбрадах, голова уряду УНР на вигнанні (1954, 1969-72), голова Української Національної Ради (1966-67, 1972-75).

## Життєпис
Народився 1896 на Чернігівщині.

Студенти Української господарської академії в Подєбрадах, зліва направо сидять: Архип Кмета, Андрій Глувківський, Євген Ґловінський, Володимир Шевченко і Болеслав Залевський. Стоять: Іван Зварич, Стах Васьківський, Євген Чернявський і Спиридон Довгаль.

За твердженням Бориса Мартоса: 
|  | Решта куреня під командою С. Довгаля, студента, що повернувся з німецького фронту в ранзі підпоручника (живе в Німеччині), брала участь в упертих боях на вулицях Києва проти совєтської «п’ятої колони», що виступила збройно в кількості біля 6 000. В цих боях протягом трьох днів комуністів перемогли, але й на нашій стороні було багато поранено і убито, в тому числі й студентів, а між ними був тяжко поранений і сам С. Довгаль. |

Пізніше був командиром 20-го куреня 7-ї бригади 3-ї Залізної стрілецької дивізії Армії УНР, підполковником Армії УНР

В роки Другої Світової війни заснував і був редактором журналу «Дозвілля», що видавався з дозволу німецької влади в Берліні для «остівців» з України. Петро Ротач згадує: 
|  | Журнал "Дозвілля" вартий доброго слова. Це видання заснував Свирид Довгаль, борець за незалежність України в 1917-19 рр., військовий, літератор і журналіст. 1938 року він був заарештований мадярами на Закарпатті й мало не страчений. Сидів і в німців, і все ж зумів організувати випуск цього унікального часопису Роль "Дозвілля" у згуртуванні літературної молоді "остівських" таборів ще належить вивчити. Але цього факту не можна буде поминути при висвітленні історії масового вивезення української молоді до Німеччини під час Другої світової війни. Журнал одержували в таборах безкоштовно, люди його чекали й з радістю припадали духом до рідних сторінок. "Дозвілля", користуючись статусом розвагового журналу, мало змогу уникати політичної тематики, зосереджуючись на творах літературно-пізнавального змісту. Журнал підтримував у серцях українських полонених та "остарбайтерів" любов до рідної землі, пробуджував інтерес до історичного минулого, давав заряд віри в краще майбутнє. У "Дозвіллі" друкували свої твори молоді поети Василь Онуфрієнко, Ганна Черінь, Герась Соколенко, Йосип Дудка, Леонід Полтава, Всеволод Віденко (Олесь Квітневий), Леонід Лиман, Михайло Іванченко. Колишній працівник редакції часопису В. Онуфрієнко згадував, що був урятований з табору С. Довгалем після того, як почав посилати в журнал свої вірші. Редактор казав йому: "Треба допомагати нашим здібним людям, які перебувають у німецькій неволі". С. М. Довгаль намагався підтримувати творчу молодь матеріально, але неоціненна його підтримка моральна. Це підтверджував і уродженець Полтавщини В. Біленко, котрому той допоміг позбутися каторжної праці в таборі. Можна сказати, що часопис "Дозвілля" був зеленим острівцем українського духу на випаленій пустелі чужини. Люди наснажувалися тут вірою в перемогу добра. Цю наснагу давали твори О. Олеся, М. Вороного, С. Черкасенка, інших українських письменників старшого покоління, які навертали думку до України, роздмухували в серцях невільників любов до батьківщини. В 1943-44 рр. О. Олесь опублікував у "Дозвіллі" свої останні твори - п'єсу "Ніч на полонині", вірш "Життя минає, наче сон" та інші твори. Журнал проіснував до кінця війни, а потім редакція переїхала в Західну Німеччину, де почали групуватися українські творчі сили. |

Помер у 1975 в Німеччині, похований в Мюнхені.